# Sergei Andrejewitsch Kotljarewski

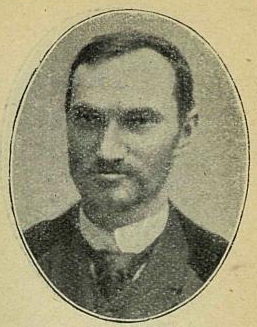
Sergei Kotljarewski

Sergei Andrejewitsch Kotljarewski (russisch Серге́й Андре́евич Котляре́вский', wiss. Transliteration Sergej Andreevič Kotljarevskij; * 23. Julijul. / 4. August 1873greg. in Gouvernement Moskau; † 15. April 1939) war ein russischer Historiker, Autor, Jurist und Politiker.

## Leben
Kotljarewski kam aus einer Beamtenfamilie und studierte an der Universität Moskau in der Historisch-Philologischen Fakultät mit Abschluss 1894. Darauf blieb er an der Universität, um sich am Lehrstuhl für Allgemeine Geschichte habilitieren zu können. 1898 heiratete er Jekaterina Nikolajewna Orlowa, Enkelin des Dekabristen Michail Fjodorowitsch Orlow und Urenkelin des Generals Nikolai Nikolajewitsch Rajewski.
1899 begann Kotljarewski seine Lehrtätigkeit als Privatdozent. 1901 wurde er mit der Arbeit Der Franziskaner-Orden und die Römische Kurie im 13. und 14. Jahrhundert zum Magister der Allgemeinen Geschichte und 1904 mit der Schrift Félicité de Lamennais und der moderne Katholizismus zum Doktor promoviert. Dazu wurde er 1907 von der Juristischen Fakultät mit der Dissertation konstitutionelle Regierung, Versuch eines politisch-morphologischen Überblicks zum Magister und 1909 mit der Schrift Der Rechtsstaat und die Außenpolitik zum Doktor des Staatsrechts promoviert.
Seit Ende der 1890er Jahre verband Kotljarewski seine wissenschaftliche Arbeit mit sozialen Aktivitäten. Er beteiligte sich an der Arbeit des 1899 in Moskau gegründeten Vereins Das Gespräch sowie an einer Reihe von philosophischen und literarischen Vereinen. Einer dieser Vereine war der von Fürst Sergei Nikolajewitsch Trubezkoi gegründete Religionsgeschichtliche Verein, dessen Vorsitzender er wurde. 1904 wirkte er bei den Argonauten Andrei Belys mit, woraus seine Habilitationsschrift Félicité de Lamennais und der moderne Katholizismus resultierte.
Seit Ende 1903 beteiligte Kotljarewski sich aktiv an der Tätigkeit politischer Gruppierungen, die in Opposition zur russischen Autokratie standen. Er arbeitete in der Union der Semstwo-Konstitutionalisten und der Befreiungsunion mit. 1905 nahm er an den Semstwo-Tagungen teil und gründete mit anderen die Konstitutionell-Demokratische Partei, in deren Zentralkomitee er eintrat. Nach der Revolution 1905 wurde er 1906 als einer der Abgeordneten des Gouvernement Saratow in die erste Staatsduma gewählt. Nach der Auflösung dieser Duma unterschrieb er das Wyborger Manifest, worauf er zu drei Monaten Gefängnishaft verurteilt wurde.
1906 wurde Kotljarewski Freimaurer und Mitglied der Loge Erneuerung des Grand Orient de France, in der er sofort Orator war. Er schrieb viel in der Russischen Zeitung über Innen- und Außenpolitik und nationale Fragen.
1920 war Kotljarewski einer der Angeklagten in dem Prozess gegen das antibolschewistische Taktische Zentrum und am 28. April mit Ausreiseverbot aus der Haft entlassen. Am 20. August 1920 wurde er wegen Mitarbeit in konterrevolutionären Organisationen mit dem Ziel des Sturzes der Sowjet-Macht durch bewaffneten Aufstand verurteilt zum Tod durch Erschießen, bedingt ersetzt durch 5 Jahre Haft. Am 10. November 1920 wurde er vom Obersten Revisionsgericht freigesprochen.
Kotljarewski hielt Vorlesungen in der Freien Akademie für Geisteskultur, deren Direktor er 1922 wurde. Darauf arbeitete er für die Zeitschrift Sowjetisches Recht und im Institut für Sowjetisches Recht, und er war juristischer Berater des Justiz-Kommissariats. Er arbeitete in der staatlichen Kontrolle und untersuchte Finanzen, lokale Wirtschaft und internationale Angelegenheiten. Seit Ende 1921 war Kotljarewski Mitglied der Literatur-Sektion der Staatlichen Akademie der Kunstwissenschaften. 1936 wurde er Ehrenmitglied des Internationalen Instituts für Rechtssoziologie. 1938 lebte er in Moskau und beriet den Rat zur Untersuchung der Produktivkräfte in der UdSSR der Akademie der Wissenschaften der UdSSR und das Institut für Staatsrecht der Akademie der Wissenschaften.
Am 17. April 1938 wurde Kotljarewski verhaftet wegen Zugehörigkeit zu terroristischen Organisationen und subversiver Tätigkeit. Am 14. April 1939 verurteilte ihn das Militärkollegium des Obersten Gerichtshofes der UdSSR zum Tode durch Erschießen wegen Spionage und Beteiligung an konterrevolutionären Organisationen. Er wurde auf dem Territorium des Sowchos Kommunarka in der Oblast Moskau begraben. Am 8. August 1956 hob dieses Gericht das Urteil wegen des Fehlens eines Straftatbestandes auf. Die Rehabilitierung bezüglich der Anklage von 1920 erfolgte am 18. November 1992 durch den Generalprokurator der Russischen Föderation.